# Шпиталич-при-Словенських Коніцах
Шпиталич-при-Словенських Коніцах (словен. Špitalič pri Slovenskih Konjicah) — поселення в общині Словенське Коніце, Савинський регіон, Словенія. Висота над рівнем моря: 372,3 м.